# Вали Хил (Северна Каролина)
Вали Хил (енгл. Valley Hill) насељено је место без административног статуса у америчкој савезној држави Северна Каролина.

## Демографија
По попису из 2010. године број становника је 2.070, што је 67 (-3,1%) становника мање него 2000. године.
| Група             | 2000.         | 2010.         |
| Белци             | 1.928 (90,2%) | 1.829 (88,4%) |
| Афроамериканци    | 50 (2,3%)     | 45 (2,2%)     |
| Азијати           | 26 (1,2%)     | 19 (0,9%)     |
| Хиспаноамериканци | 120 (5,6%)    | 148 (7,1%)    |
| Укупно            | 2.137         | 2.070         |